# Tarraco Viva
Festival anual sobre el mundo romano celebrado en el mes de mayo en la ciudad de Tarragona, de la que coge su antiguo nombre romano, Tarraco. El festival tiene como objetivo principal la divulgación del conocimiento de la Edad Antigua en época romana. En el festival, participan numerosos grupos de reconstrucción histórica y distintas entidades culturales relacionadas con la historia de Roma o de Tarragona. Es un foro donde compartir y participar en el mosaico de actividades, conferéncias, actos, actuaciones y eventos programados durante cerca de una semana.
El festival de Tarraco Viva se viene celebrando desde el año 1999. Su inicio estuvo enmarcado en unos actos que apoyaban la candidatura de Tarragona como patrimonio mundial de la Unesco. El éxito que tuvo aquella primera edición que en principio debía ser la única, provocó que se decidiera continuar con el proyecto y hacer un festival anual. Año tras año el público creció y la calidad y utilidad cultural del festival también aumentó.

Los grupos de reconstrucción histórica que actualmente participan en las jornadas de Tarraco Viva son:
- Legio VII Gemina de Tarragona.
- Römercohorte Opladen -Legio VI Victrix- Cohors Asturum de Alemania.
- Cohors I Gallica del País Vasco.
- Timetrotter -Cavalleria romana de Alemania.
- Legio I Germanica de Tarragona.
- Ars Dimicandi -Gladiadores- de Italia. Archivado el 6 de agosto de 2011 en Wayback Machine.
- Ibercalafell. Equip de reconstrucció histròrica de la ciutadella iberica de Calafell de Calafell, Tarragona.
- Asociación Celtibérica Tierraquemada, Numancia.
- Athenea Promakhos de España. Archivado el 15 de junio de 2008 en Wayback Machine.